# رز اصفهان
رز اصفهان (به انگلیسی: Rosa 'Ispahan، همچنین با نام Rose d'Ispahan و Pompon des Princes نیز شناخته می‌شود)، نوعی گل رز باغی، صورتی کم‌رنگ و نیمه‌باز از انواع گل رز داماسک است، که در طی جنگ‌های صلیبی در قرن سیزدهم میلادی از خاورمیانه به اروپا آورده شد. با این وجود منشأ آن مشخص نیست. این گل در انگلستان توسط طراح باغ، نورا لیندزی (۱۸۷۳–۱۹۴۸) شناسایی شد و احتمالاً در اوایل قرن ۱۹ در ایران اصلاح و پرورش یافت. این نوع گل رز، به دلیل شهرت گل‌های رز ایران و باغ‌های اصفهان به «ایسپاهان» نامگذاری شده‌است، جایی که این گونه از گل رز در باغی کشف شد.